# Zdrobite Cătușe
 (avril 2011).
Si vous disposez d'ouvrages ou d'articles de référence ou si vous connaissez des sites web de qualité traitant du thème abordé ici, merci de compléter l'article en donnant les références utiles à sa vérifiabilité et en les liant à la section « Notes et références ».
Zdrobite Cătușe (Liens brisés) a été l'hymne national de la République populaire roumaine entre 1947 et 1953. Les paroles ont été écrites par Aurel Baranga et la musique par Matei Socor.

## Texte en roumain
1
Zdrobite cătușe în urmă rămîn,
In frunte-i mereu muncitorul,
Prin lupte și jertfe o treaptă urcăm
Stăpîn pe destin e poporul.
Refrain
Trăiască, trăiască,
Republica noastră.
In marș de năvalnic șuvoi revărsat.
Muncitori și țărani, cărturari și ostași,
Zidim Romînia Republicii noi.
2
In lături cu putredul vechi stăvilar
E ceasul de cruntă încordare
Unirea și pacea și munca-i stegar
Republicii noi populare.
3
Spre țelul victoriei mari ne îndreptăm
E ceas de izbînzi viitoare
Credință în muncă și luptă jurăm
Republicii noi populare.

## Traduction française
1
Brisées, nos chaînes gîsent derrière nous
À l'avant-garde se trouve toujours le travailleur
Par les luttes et par les sacrifices une étape est franchie
Le peuple est maître de son destin.
Refrain
Que vive, que vive notre République
Marchons d'un courant irrésistible et déchaîné,
Ouvriers et paysans, intellectuels et soldats
Erigeons en Roumanie une nouvelle république
2
Jetons de côté le vieil édifice pourri
C'est le moment d'un impitoyable effort
L'unité, la paix et le travail sont l'étendard
De notre République populaire
3
Vers notre but, la grande victoire, nous nous dirigeons,
L'heure est venue des triomphes futurs
Jurons fidélité par le travail et la lutte !
À la nouvelle République populaire